# Bulbine alooides
Bulbine alooides es una especie de planta herbácea perteneciente a la familia Xanthorrhoeaceae, subfamilia Asphodeloideae, que se encuentra en el sur de África en Mozambique.

## Descripción
Es una planta herbácea perennifolia con las hojas en una roseta basal densa, son carnosas, lanceoladas, 6 cm de largo. El pedúnculo más largo que las hojas. La inflorescencia en forma de racimo simple, cilíndrico,  denso, excepto hacia la base; con brácteas lanceoladas pequeñas. El perianto es de color amarillo brillante.

## Taxonomía
Bulbine alooides fue descrita por (Linneo) Willd. y publicado en Enum. Pl.: 372, en el año (1809).
Sinonimia
- Anthericum aloifolium Salisb.
- Anthericum alooides L.	basónimo
- Bulbine acaulis L.
- Bulbine macrophylla Salm-Dyck
- Phalangium alooides (L.) Kuntze[4]